# Élections générales espagnoles de novembre 2019 dans les îles Baléares
Les élections générales espagnoles de novembre 2019 (en espagnol : Elecciones generales de España de noviembre de 2019) se tiennent le dimanche 10 novembre 2019 afin d'élire les 350 députés et 208 des 266 sénateurs de la XIVe législature des Cortes Generales. 8 députés sont élus dans les Îles Baléares.

## Résultats
| Parti                  | Parti                                                   | Voix    | %     | +/-           | Sièges | +/-           |  |
| ---------------------- | ------------------------------------------------------- | ------- | ----- | ------------- | ------ | ------------- |  |
|                        | Parti socialiste ouvrier espagnol (PSOE)                | 115 567 | 25,44 | 0,92          | 2      | 1             |  |
|                        | Parti populaire (PP)                                    | 103 722 | 22,84 | 5,99          | 2      | 1             |  |
|                        | Unidas Podemos (UP)                                     | 82 225  | 18,10 | 0,26          | 2      | en stagnation |  |
|                        | Vox                                                     | 77 520  | 17,08 | 5,77          | 2      | 1             |  |
|                        | Ciudadanos (Cs)                                         | 33 451  | 7,36  | 10,06         | 0      | 1             |  |
|                        | Voix progressistes (Veus)                               | 18 295  | 4,03  | 0,83          | 0      | en stagnation |  |
|                        | Más País                                                | 10 652  | 2,35  | Nv.           | 0      | en stagnation |  |
|                        | Parti animaliste contre la maltraitance animale (PACMA) | 6 207   | 1,37  | 0,34          | 0      | en stagnation |  |
|                        | Recortes Cero-Grupo Verde (RC-GV)                       | 947     | 0,21  | 0,02          | 0      | en stagnation |  |
|                        | Pour un monde + juste (PUM+J)                           | 573     | 0,13  | en stagnation | 0      | en stagnation |  |
|                        | Parti libertarien (P-LIB)                               | 372     | 0,08  | Nv.           | 0      | en stagnation |  |
|                        | Vote blanc                                              | 4 668   | 1,03  | 0,13          |        |               |  |
|                        |                                                         |         |       |               |        |               |  |
| Suffrages exprimés     | Suffrages exprimés                                      | 454 199 | 99,04 |               |        |               |  |
| Votes nuls             | Votes nuls                                              | 4 393   | 0,96  |               |        |               |  |
| Total                  | Total                                                   | 458 592 | 100   | -             | 8      | en stagnation |  |
| Abstention             | Abstention                                              | 348 578 | 43,19 |               |        |               |  |
| Inscrits/Participation | Inscrits/Participation                                  | 807 170 | 56,81 |               |        |               |  |